# .tv
A .tv Tuvalu internetes legfelső szintű tartománykódja, melyet 1996-ban hoztak létre. Világszerte népszerű domainnév, amit néhány fenntartott név kivételével (.com.tv, .net.tv, .org.tv stb.) bárki regisztrálhat, aminek a jövedelmét Tuvalu élvezi. Előszeretettel vásárolják televíziós társaságok. Hasonlóan népszerű kategóriába tartoznak az .fm, .am, .dj, .cd, .me domainnevek.